# Chroniques de Jérusalem
Chroniques de Jérusalem est un album de bande dessinée autobiographique de Guy Delisle. Il a reçu le Fauve d'or : prix du meilleur album du Festival d'Angoulême de 2012.
Dans la veine des albums précédents de Guy Delisle se déroulant en Chine (Shenzhen), en Birmanie (Chroniques birmanes) et en Corée du Nord (Pyongyang), celui-ci raconte un séjour de l'auteur en 2008 et 2009 en Israël et en Palestine.

## Synopsis
Guy Delisle s’installe en famille à Jérusalem pour un an, dans les locaux de Médecins sans frontières, pour qui sa femme travaille. Partageant ses activités entre la préparation de son projet de bande dessinée et celles d'homme au foyer, il parcourt la ville et le pays en le croquant quotidiennement sur son carnet. Dans un pays fortement marqué par le conflit, il en montre la diversité et les contradictions.

## Prix
- Fauve d'Or : Prix du meilleur album, Angoulême 2012[1]
- Prix Bédéis causa (Albéric-Bourgeois)
- Meilleur Album Reportage, Solliès-Ville 2012
- Prix littéraire des lycéens d'Ile-de-France 2013
- Prix Segalen des Lycéens d'Asie 2013
- Independent Publisher Book Awards Results - Graphic Novel 2013

## Réception critique
Ce roman graphique a reçu d'excellentes critiques :
- 4,25 sur 5 chez Babelio[2]
- 7,8 sur 10 chez SensCritique[3]
- 4,2 sur 5 chez BD Gest'[4]

## Annexe